# 집사부일체 시즌2
《집사부일체 시즌 2》는 2023년 1월 1일부터 2023년 4월 23일까지 방송된 예능 프로그램이다.

## 집사부일체 구성원
일일 멤버
| 역대 | 출연자 | 방송 기간                        | 방송 회차  |
| ---- | ------ | -------------------------------- | ---------- |
| 1대  | 양세형 | 2023년 1월 1일 ~ 2023년 4월 23일 | 1회 ~ 16회 |
| 1대  | 김동현 | 2023년 1월 1일 ~ 2023년 4월 23일 | 1회 ~ 16회 |
| 1대  | 은지원 | 2023년 1월 1일 ~ 2023년 4월 23일 | 1회 ~ 16회 |
| 1대  | 도영   | 2023년 1월 1일 ~ 2023년 4월 23일 | 1회 ~ 16회 |
| 1대  | 이대호 | 2023년 1월 1일 ~ 2023년 4월 23일 | 1회 ~ 16회 |
| 1대  | 뱀뱀   | 2023년 1월 1일 ~ 2023년 4월 23일 | 1회 ~ 16회 |

일일 제자
| 출연진 및 패널 | 방송 기간                        | 방송 회차   |
| -------------- | -------------------------------- | ----------- |
| 미미           | 2023년 3월 26일 ~ 2023년 4월 2일 | 12회 ~ 13회 |
| 이상윤 이혜성  | 2023년 4월 9일 ~ 2023년 4월 16일 | 14회 ~ 15회 |

## 역대 사부
| 역대 | 사부                                   | 방송 기간                                   | 방송 회차   | 비고        |
| ---- | -------------------------------------- | ------------------------------------------- | ----------- | ----------- |
| 1대  | 임창정, 이소라, 김영철, 이형택         | 2023년 1월 1일, 1월 8일                     | 1회 ~ 2회   |             |
| 2대  | 신현준, 정준호, 곽정은                 | 2023년 1월 8일, 1월 15일                    | 2회 ~ 3회   |             |
| 3대  | 추신수, 하원미                         | 2023년 1월 22일, 1월 29일                   | 4회 ~ 5회   |             |
| 4대  | 진선규                                 | 2023년 2월 5일                              | 6회         | [ 3 ]       |
| 5대  | 주언규                                 | 2023년 2월 12일                             | 7회         | [ 4 ]       |
| 6대  | 김은정, 김영미, 김선영, 김경애, 김초희 | 2023년 2월 19일                             | 8회         | [ 5 ]       |
| 7대  | 박항서                                 | 2023년 2월 26일, 3월 5일                    | 9회 ~ 10회  |             |
| 8대  | 양재진, 양재웅                         | 2023년 3월 19일                             | 11회        | [ 6 ]       |
| 9대  | 정재승                                 | 2023년 3월 26일, 4월 2일, 4월 9일, 4월 16일 | 12회 ~ 15회 | [ 7 ] [ 8 ] |

## 시청률
최저 시청률과 최고 시청률은 시청률 조사회사와 지역별로 시청률에 차이가 있을 수 있습니다.
2023년
| 회차 | 방송일   | AGB 시청률      |
| 회차 | 방송일   | 대한민국 (전국) |
| ---- | -------- | --------------- |
| 1    | 1월 1일  | 1.9%            |
| 2    | 1월 8일  | 1.9%            |
| 3    | 1월 15일 | 2.3%            |
| 4    | 1월 22일 | 1.7%            |
| 5    | 1월 29일 | 1.7%            |
| 6    | 2월 5일  | 1.8%            |
| 7    | 2월 12일 | 2.5%            |
| 8    | 2월 19일 | 1.1%            |
| 9    | 2월 26일 | 2.6%            |
| 10   | 3월 5일  | 1.9%            |
| 11   | 3월 19일 | 2.5%            |
| 12   | 3월 26일 | 1.6%            |
| 13   | 4월 2일  | 1.5%            |
| 14   | 4월 9일  | 1.9%            |
| 15   | 4월 16일 | 1.9%            |
| 16   | 4월 23일 | 1.6%            |

## 동일 소재 프로그램
- 슈퍼맨이 돌아왔다, 아이를 위한 나라는 있다 (KBS 2TV)
- 편애중계 (MBC TV)
- 집사부일체, 리틀 포레스트 (SBS TV)
- 천기누설 (MBN)
- 정치인싸 (MBC 표준FM)

## 결방 및 편성 변경 안내
2023년
- 3월 12일 : 2023 ISU 쇼트트랙 세계 선수권 대회 중계방송으로 인한 결방